# Karuse

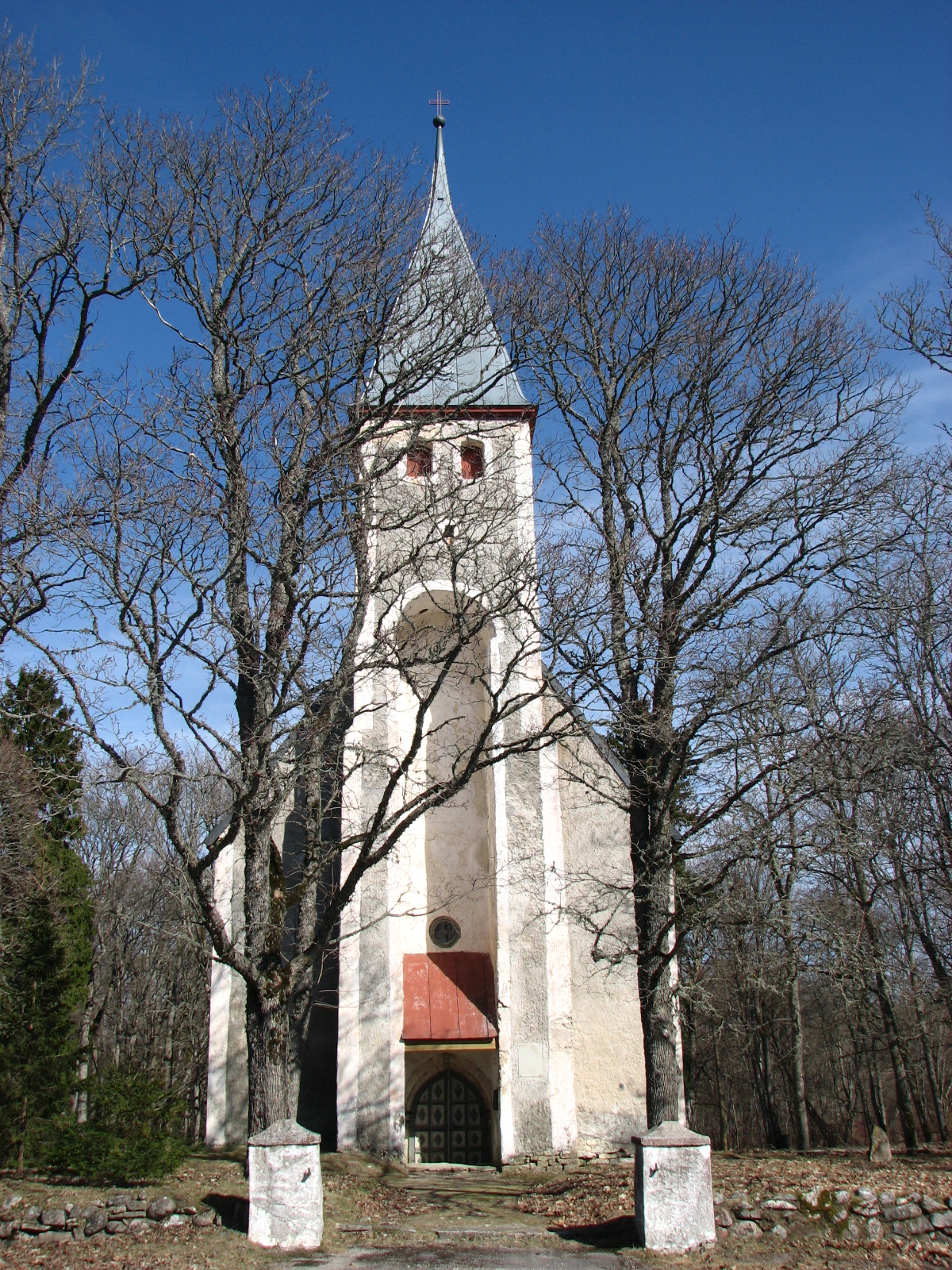
Vue du clocher de l'église Sainte-Marguerite de Karuse

Karuse (anciennement en allemand; Kerrus ou Karusen) est un village estonien appartenant à la municipalité rurale d'Hanila dans le Läänemaa. Le village, en diminution constante, n'avait plus que vingt-cinq habitants en 2005.

## Historique
Le village a été mentionné pour la première fois en 1218 sous le nom de Cozzo. Il est érigé en paroisse en 1247 sous le nom de Karissen. De 1242 à 1561, date de la Réforme protestante, il appartient aux chevaliers Porte-Glaive, d'abord au commandeur de Leal, puis au commandeur de Pernau. L'église Sainte-Marguerite est construite dans la seconde moitié du XIIIe siècle et a été réaménagée au cours des siècles. La chaire de Christian Ackermann datant de 1697 est remarquable, ainsi que le lustre du XVIe siècle et l'autel du XVIIIe siècle. On remarque également des pierres tombales dont les plus anciennes datent du XIIIe siècle. Le maître teutonique Otto von Lutterberg y est enterré. Il meurt en février 1270 dans une bataille contre les Lituaniens sur la mer Baltique gelée.
Le pasteur Hasselblatt a fondé dans sa paroisse en 1642 la première bibliothèque de prêt avec des livres en langue estonienne, lorsque la région appartenait encore à la Suède. La scolarisation se faisait en langue allemande, jusqu'à la fin du XIXe siècle, même à l'époque de l'Empire russe. Seuls le catéchisme et une partie du culte se faisaient en estonien.